# Obejście (wojsko)
Obejście (ang. turning movement) – forma manewru taktycznego; to manewr, w którym nacierające wojska obchodzą przeciwnika na lądzie lub w wymiarze powietrznym, unikając kontaktu ogniowego. Celem tego manewru jest zdobycie obiektów na tyłach przeciwnika, zmuszając go do ich opuszczenia.

## Charakterystyka
Obejście jest formą manewru taktycznego w którym nacierające wojska obchodzą przeciwnika na lądzie lub w wymiarze powietrznym (ponad jego pozycjami obronnymi), unikając kontaktu ogniowego. Celem tego manewru jest zdobycie obiektów na tyłach przeciwnika, zmuszając go do ich opuszczenia.
Oskrzydlenie od obejścia różni się głębokością manewru – podczas oskrzydlenia nie zrywa się kontaktu z przeciwnikiem, manewr obejścia natomiast wiąże się z zerwaniem kontaktu z przeciwnikiem.
Według AAP-6 rodzaj okrążenia, w którym siły atakujące obchodzą lub omijają główne pozycje obronne przeciwnika w kierunku jego obiektów tyłowych aby zmusić go do opuszczenia pozycji lub do rozdzielenia głównych sił w celu stawienia czoła zagrożeniu. AAP-6 (2002)